# Basse-Alsace
Pour les articles homonymes, voir Alsace (homonymie).

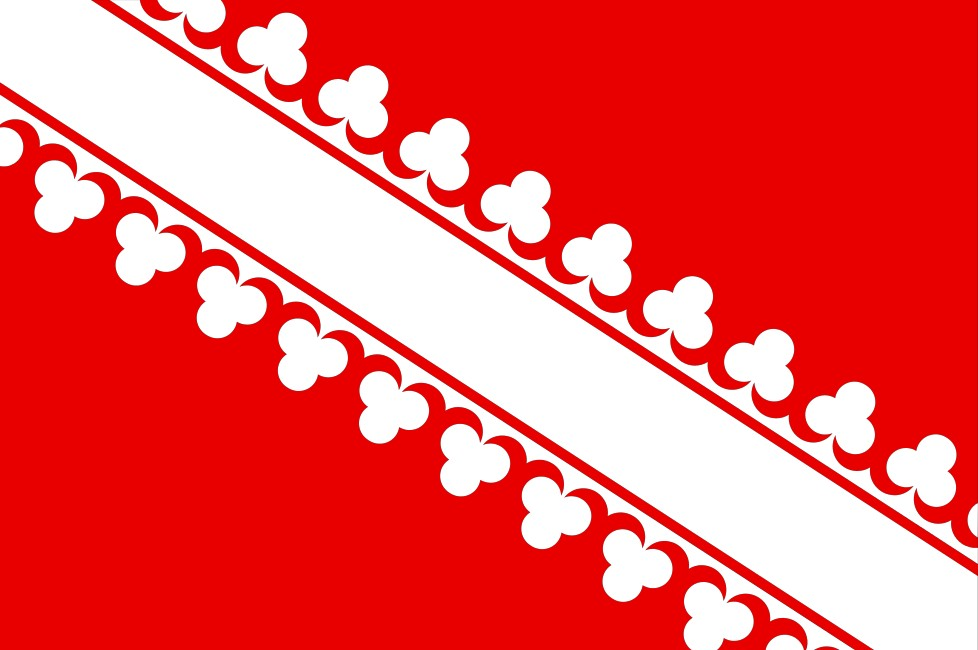
Drapeau de la Basse-Alsace.

Blason de la Basse-Alsace.

Le drapeau de l'Alsace, il reprend la barre blanche sur fond rouge et les cotices du drapeau de Basse-Alsace

La Basse-Alsace est la partie septentrionale de l'Alsace, correspondant à peu près au département actuel du Bas-Rhin (sans le comté de Sarrewerden mais avec le comté de Dabo) et au territoire de Landau. Elle forme, avec la Haute-Alsace et la République de Mulhouse (enclavée dans la précédente), une des subdivisions de la Région historique d'Alsace. Les termes Haute et Basse-Alsace ne traduisent aucune notion de valeur, ils doivent être considérés selon un point de vue géographique, suivant le cours de l'Ill qui a donné son nom à la région (Elsass, soit approximativement Pays de l'Ill).
Ce nom a été utilisé dès l'époque du Saint-Empire romain germanique et sous l'Ancien Régime entre 1648 et 1789.

## Le district de Basse-Alsace (1871-1919)
Le district de Basse-Alsace (en allemand : Bezirk Unterelsass) était l'un des trois districts de l'Alsace-Lorraine, intégrée à l'Empire allemand, de 1870 à 1918.
Il s'agissait alors d'un district (Bezirk), à la tête duquel se trouvait un Bezirkspräsident, équivalent à un préfet français.
Son chef-lieu était Strasbourg.
Le terme Unterelsass est encore employé de nos jours par les peuples de langue allemande pour désigner le département du Bas-Rhin.
Villes principales :
- Landau (devenue allemande en 1815)
- Haguenau
- Saverne
- Sélestat
- Strasbourg
- Wissembourg

Le drapeau de la Basse-Alsace est rouge barré de blanc et orné de part et d'autre de dentelle blanche.
(Blasonnement : De gueules à la barre d'argent côtoyée de deux cotices fleuronnées du même). Son union avec le drapeau de la Haute-Alsace réalise le drapeau de l'Alsace.

## Histoire
- 9 août 1680 : Les seigneurs d’Alsace doivent reconnaître la souveraineté du roi de France (politique des Réunions).